# Кім Джу Сон
Кім Джу Сон (кор. 김주성, нар. 17 січня 1966, Яньян) — південнокорейський футболіст, що грав на позиції півзахисника. По завершенні ігрової кар'єри — спортивний функціонер, начальник департаменту зовнішніх зносин Корейської футбольної асоціації.
Виступа вза клуби «Деу Ройялс» та «Бохум», а також національну збірну Південної Кореї. За опитуванням IFFHS посів друге місце у списку найкращих футболістів Азії ХХ століття. Протягом 1989—1991 років тричі поспіль визнавався футболістом року в Азії.

## Клубна кар'єра
У дорослому футболі дебютував 1987 року виступами за команду клубу «Деу Ройялс», в якій провів п'ять сезонів, взявши участь у 100 матчах чемпіонату.
Своєю грою за цю команду привернув увагу представників тренерського штабу клубу «Бохум», до складу якого приєднався 1992 року. Відіграв за бохумський клуб наступні два сезони своєї ігрової кар'єри.
До складу клубу «Деу Ройялс» повернувся 1994 року. Протягом наступних п'яти років відіграв за пусанську команду 104 матчі в національному чемпіонаті, після чого 1999 року завершив професійну кар'єру.

## Виступи за збірні
1985 року дебютував в офіційних матчах у складі національної збірної Південної Кореї.
У складі збірної був учасником трьох чемпіонатів світу: 1986 року в Мексиці, 1990 року в Італії та 1994 року у США, на кожному з яких провів по всі три матчі групових етапів. Учасник двох розіграшів кубка Азії — 1988 і 1996 років.
Загалом провів у формі головної команди країни 77 матчів, забивши 14 голів. 1988 року також захищав кольори олімпійської збірної Південної Кореї. У складі цієї команди провів 3 матчі. У складі збірної — учасник футбольного турніру на домашніх Олімпійських іграх 1988 року в Сеулі.
| Дата       | Місто        | Господарі         | Результат             | Гості             | Турнір                        | Голи | Примітки |
| ---------- | ------------ | ----------------- | --------------------- | ----------------- | ----------------------------- | ---- | -------- |
| 21-7-1985  | Сеул         | Південна Корея    | 2 – 0                 | Індонезія         | Відбір до ЧС 1986             | 1    | 61'      |
| 30-7-1985  | Джакарта     | Індонезія         | 1 – 4                 | Південна Корея    | Відбір до ЧС 1986             | 1    | 64'      |
| 26-10-1985 | Токіо        | Японія            | 1 – 2                 | Південна Корея    | Відбір до ЧС 1986             | -    | 46'      |
| 3-11-1985  | Сеул         | Південна Корея    | 1 – 0                 | Японія            | Відбір до ЧС 1986             | -    |          |
| 3-12-1985  | Лос-Анджелес | Мексика           | 2 – 1                 | Південна Корея    | товариський матч              | 1    |          |
| 8-12-1985  | Ірапуато     | Угорщина          | 1 – 0                 | Південна Корея    | Турнір у Мексиці              | -    | 70'      |
| 11-12-1985 | Гвадалахара  | Мексика           | 2 – 1                 | Південна Корея    | Турнір у Мексиці              | -    |          |
| 13-12-1985 | Мехіко       | Південна Корея    | 2 – 0                 | Алжир             | Турнір у Мексиці              | -    |          |
| 9-2-1986   | Гонконг      | Гонконг           | 0 – 2                 | Південна Корея    | Турнір у Гонконзі             | -    |          |
| 16-2-1986  | Гонконг      | Південна Корея    | 1 – 3                 | Парагвай          | Турнір у Гонконзі             | -    | 45'      |
| 2-6-1986   | Мехіко       | Аргентина         | 3 – 1                 | Південна Корея    | ЧС 1986 - 1-й етап            | -    |          |
| 5-6-1986   | Мехіко       | Південна Корея    | 1 – 1                 | Болгарія          | ЧС 1986 - 1-й етап            | -    | 31'      |
| 10-6-1986  | Пуебла       | Південна Корея    | 2 – 3                 | Італія            | ЧС 1986 - 1-й етап            | -    | 17'      |
| 20-9-1986  | Пусан        | Південна Корея    | 3 – 0                 | Індія             | Літні Азійські ігри 1986      | -    |          |
| 24-9-1986  | Пусан        | Південна Корея    | 0 – 0                 | Бахрейн           | Літні Азійські ігри 1986      | -    |          |
| 28-9-1986  | Пусан        | КНР               | 2 – 4                 | Південна Корея    | Літні Азійські ігри 1986      | 1    |          |
| 1-10-1986  | Пусан        | Південна Корея    | 1 – 1 д.ч. (5-4 п.п.) | Іран              | Літні Азійські ігри 1986      | -    |          |
| 3-10-1986  | Сеул         | Індонезія         | 0 – 4                 | Південна Корея    | Літні Азійські ігри 1986      | -    |          |
| 5-10-1986  | Сеул         | Південна Корея    | 2 – 0                 | Саудівська Аравія | Літні Азійські ігри 1986      | -    |          |
| 10-6-1987  | Масан        | Південна Корея    | 0 – 0                 | Єгипет            | Кубок Президента 1987         | -    |          |
| 12-6-1987  | Пусан        | Південна Корея    | 1 – 0                 | США               | Кубок Президента 1987         | -    |          |
| 14-6-1987  | Теджон       | Південна Корея    | 4 – 2                 | Таїланд           | Кубок Президента 1987         | 1    |          |
| 21-6-1987  | Сеул         | Південна Корея    | 1 – 1 д.ч. (5-4 п.п.) | Австралія         | Кубок Президента 1987         | -    |          |
| 17-12-1987 | Куала-Лумпур | Малайзія          | 0 – 1                 | Південна Корея    | Pestabola Merdeka 1987        | -    |          |
| 26-10-1988 | Токіо        | Японія            | 0 – 1                 | Південна Корея    | Щорічний матч Корея-Японія    | -    |          |
| 3-12-1988  | Доха         | ОАЕ               | 0 – 1                 | Південна Корея    | Кубок Азії 1988 - 1-й етап    | -    |          |
| 5-12-1988  | Доха         | Південна Корея    | 2 – 0                 | Японія            | Кубок Азії 1988 - 1-й етап    | 1    |          |
| 9-12-1988  | Доха         | Катар             | 2 – 3                 | Південна Корея    | Кубок Азії 1988 - 1-й етап    | 1    | 45'      |
| 14-12-1988 | Доха         | Південна Корея    | 2 – 1                 | КНР               | Кубок Азії 1988 - півфінал    | -    | 58'      |
| 18-12-1988 | Доха         | Південна Корея    | 0 – 0 д.ч. (3-4 п.п.) | Саудівська Аравія | Кубок Азії 1988 - фінал       | -    | 50'      |
| 10-8-1989  | Лос-Анджелес | Мексика           | 4 – 2                 | Південна Корея    | Кубок Marlboro 1989           | -    |          |
| 13-8-1989  | Лос-Анджелес | США               | 1 – 2                 | Південна Корея    | Кубок Marlboro 1989           | -    | 45'      |
| 16-9-1989  | Сеул         | Південна Корея    | 0 – 1                 | Єгипет            | товариський матч              | -    |          |
| 13-10-1989 | Сінгапур     | Південна Корея    | 0 – 0                 | Катар             | Відбір до ЧС 1990             | -    |          |
| 16-10-1989 | Сінгапур     | Південна Корея    | 1 – 0                 | Північна Корея    | Відбір до ЧС 1990             | -    |          |
| 20-10-1989 | Сінгапур     | КНР               | 0 – 1                 | Південна Корея    | Відбір до ЧС 1990             | 1    |          |
| 25-10-1989 | Сінгапур     | Саудівська Аравія | 0 – 2                 | Південна Корея    | Відбір до ЧС 1990             | -    |          |
| 28-10-1989 | Сінгапур     | ОАЕ               | 1 – 1                 | Південна Корея    | Відбір до ЧС 1990             | -    |          |
| 4-2-1990   | Валлетта     | Південна Корея    | 2 – 3                 | Норвегія          | Турнір Rothmans               | -    |          |
| 15-2-1990  | Багдад       | Ірак              | 0 – 0                 | Південна Корея    | товариський матч              | -    | 45'      |
| 18-2-1990  | Каїр         | Єгипет            | 0 – 0                 | Південна Корея    | товариський матч              | -    | 63'      |
| 12-6-1990  | Верона       | Бельгія           | 2 – 0                 | Південна Корея    | ЧС 1990 - 1-й етап            | -    |          |
| 17-6-1990  | Удіне        | Південна Корея    | 1 – 3                 | Іспанія           | ЧС 1990 - 1-й етап            | -    |          |
| 21-6-1990  | Удіне        | Південна Корея    | 0 – 1                 | Уругвай           | ЧС 1990 - 1-й етап            | -    |          |
| 27-7-1990  | Пекін        | Південна Корея    | 2 – 0                 | Японія            | Кубок Династії 1990           | 1    |          |
| 29-7-1990  | Пекін        | Південна Корея    | 1 – 0                 | Північна Корея    | Кубок Династії 1990           | -    |          |
| 3-8-1990   | Пекін        | КНР               | 1 – 1 д.ч. (4-5 п.п.) | Південна Корея    | Кубок Династії 1990           | -    | 46'      |
| 6-9-1990   | Сеул         | Південна Корея    | 1 – 0                 | Австралія         | товариський матч              | -    | 59'      |
| 9-9-1990   | Пусан        | Південна Корея    | 1 – 0                 | Австралія         | товариський матч              | -    |          |
| 23-9-1990  | Пекін        | Південна Корея    | 7 – 0                 | Сінгапур          | Літні Азійські ігри 1990      | 2    |          |
| 25-9-1990  | Пекін        | Пакистан          | 0 – 7                 | Південна Корея    | Літні Азійські ігри 1990      | -    |          |
| 27-9-1990  | Пекін        | Південна Корея    | 2 – 0                 | КНР               | Літні Азійські ігри 1990      | -    |          |
| 1-10-1990  | Пекін        | Південна Корея    | 1 – 0                 | Кувейт            | Літні Азійські ігри 1990      | -    |          |
| 3-10-1990  | Пекін        | Південна Корея    | 0 – 1                 | Іран              | Літні Азійські ігри 1990      | -    |          |
| 11-10-1990 | Пхеньян      | Північна Корея    | 2 – 1                 | Південна Корея    | товариський матч              | 1    |          |
| 23-10-1990 | Сеул         | Південна Корея    | 1 – 0                 | Північна Корея    | товариський матч              | -    |          |
| 7-6-1991   | Сеул         | Південна Корея    | 0 – 0                 | Єгипет            | Кубок Президента 1991         | -    |          |
| 9-6-1991   | Теджон       | Південна Корея    | 3 – 0                 | Індонезія         | Кубок Президента 1991         | 1    |          |
| 11-6-1991  | Кванджу      | Південна Корея    | 1 – 1                 | Мальта            | Кубок Президента 1991         | -    | 55'      |
| 14-6-1991  | Сеул         | Південна Корея    | 0 – 0 д.ч. (4-3 п.п.) | Австралія         | Кубок Президента 1991         | -    |          |
| 16-6-1991  | Сеул         | Південна Корея    | 2 – 0                 | Єгипет            | Кубок Президента 1991         | -    |          |
| 16-10-1993 | Доха         | Іран              | 0 – 3                 | Південна Корея    | Відбір до ЧС 1994             | -    |          |
| 19-10-1993 | Доха         | Ірак              | 2 – 2                 | Південна Корея    | Відбір до ЧС 1994             | -    |          |
| 22-10-1993 | Доха         | Південна Корея    | 1 – 1                 | Саудівська Аравія | Відбір до ЧС 1994             | -    |          |
| 25-10-1993 | Доха         | Японія            | 1 – 0                 | Південна Корея    | Відбір до ЧС 1994             | -    |          |
| 5-6-1994   | Бостон       | Еквадор           | 2 – 1                 | Південна Корея    | товариський матч              | -    | 65'      |
| 11-6-1994  | Даллас       | Гондурас          | 0 – 3                 | Південна Корея    | товариський матч              | 1    |          |
| 17-6-1994  | Даллас       | Іспанія           | 2 – 2                 | Південна Корея    | ЧС 1994 - 1-й етап            | -    | 37' 59'  |
| 23-6-1994  | Фоксборо     | Південна Корея    | 0 – 0                 | Болівія           | ЧС 1994 - 1-й етап            | -    |          |
| 27-6-1994  | Даллас       | Німеччина         | 3 – 2                 | Південна Корея    | ЧС 1994 - 1-й етап            | -    |          |
| 12-8-1995  | Сувон        | Південна Корея    | 0 – 1                 | Бразилія          | товариський матч              | -    | 58'      |
| 23-11-1996 | Сувон        | Південна Корея    | 4 – 1                 | Колумбія          | товариський матч              | -    |          |
| 26-11-1996 | Гуанчжоу     | КНР               | 2 – 3                 | Південна Корея    | Щорічний матч Корея-Китай     | -    |          |
| 4-12-1996  | Абу-Дабі     | ОАЕ               | 1 – 1                 | Південна Корея    | Кубок Азії 1996 - 1-й етап    | -    | 85'      |
| 7-12-1996  | Абу-Дабі     | Південна Корея    | 4 – 2                 | Індонезія         | Кубок Азії 1996 - 1-й етап    | -    |          |
| 10-12-1996 | Абу-Дабі     | Кувейт            | 2 – 0                 | Південна Корея    | Кубок Азії 1996 - 1-й етап    | -    |          |
| 16-12-1996 | Дубай        | Південна Корея    | 2 – 6                 | Іран              | Кубок Азії 1996 - чвертьфінал | -    | 53'      |
| Усього     |              | Матчів            | 77                    |                   | Голів                         | 14   |          |

## Титули і досягнення
- Переможець Азійських ігор: 1986
- Бронзовий призер Азійських ігор: 1990
- Срібний призер Кубка Азії: 1988
- Футболіст року в Азії (3): 1989, 1990, 1991